# Němý film

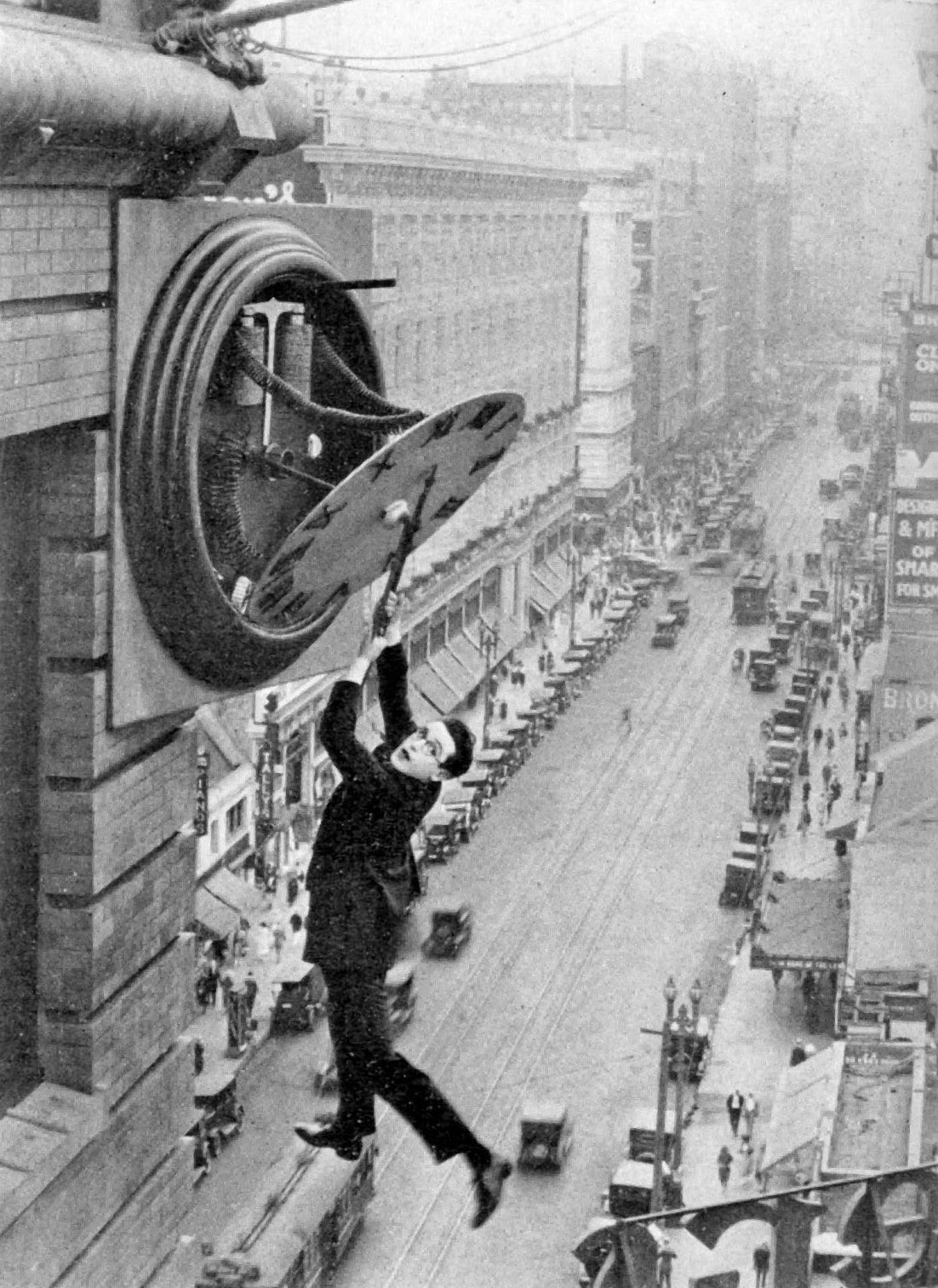
Harold Lloyd ve filmu O patro výš z roku 1923.

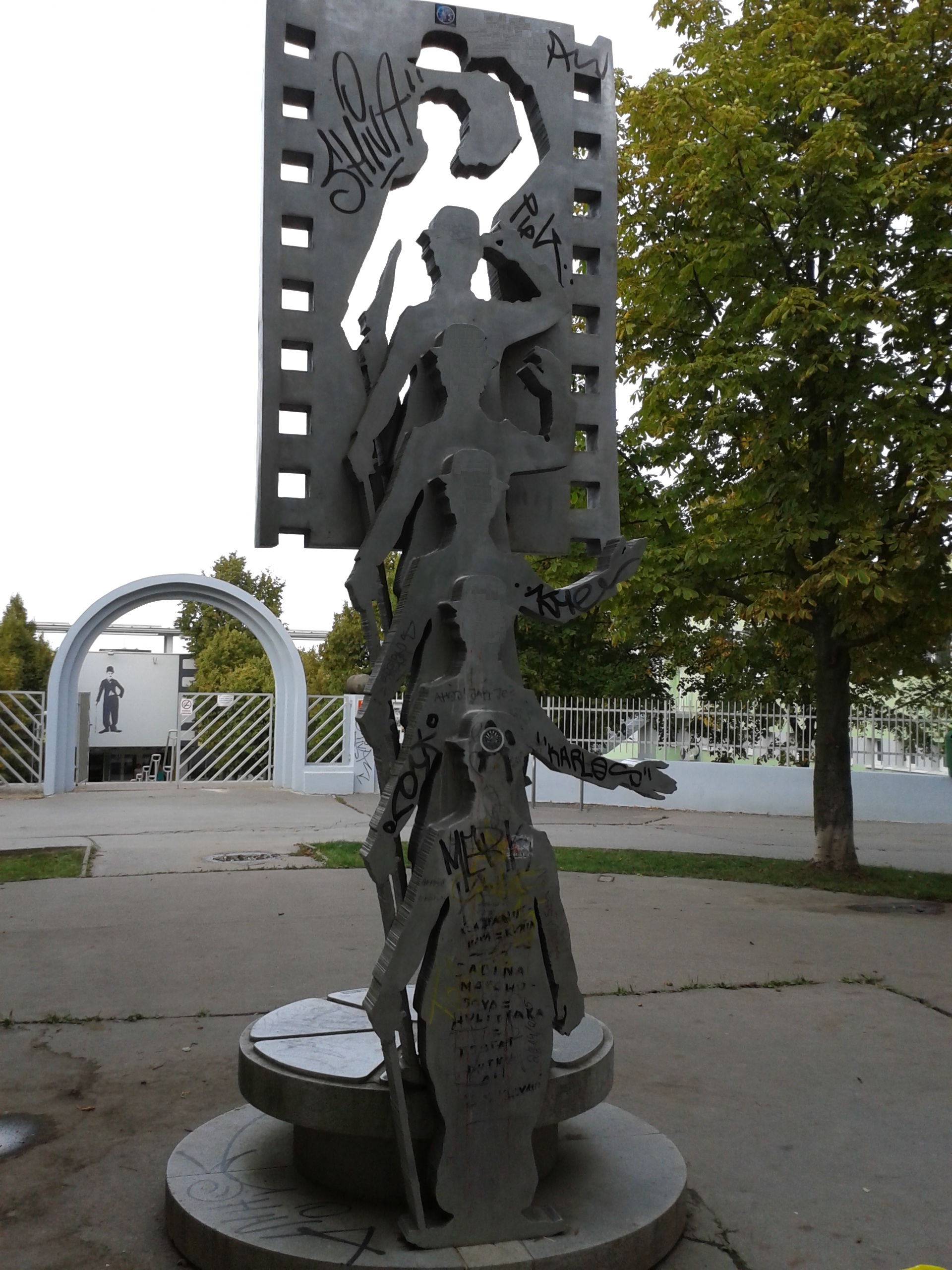
„Chaplin - Plastika němého filmu“ od Vladimíra Preclíka na sídlišti Barrandov v Praze

Výrazem němý film se označují filmy, které neměly žádnou synchronizovanou zvukovou stopu, byly „němé“, tedy zejména bez mluvených dialogů, byly ale i bez doprovodných ruchů, postrádaly filmovou hudbu či filmový zpěv. Němé filmy se natáčely více než 30 let, avšak myšlenka na kombinaci filmu se zaznamenaným zvukem je stará jako samotná kinematografie. Technické podmínky ovšem toto umožnily až v pozdních 20. letech 20. století.
Jako předělový snímek mezi němou a zvukovou érou kinematografie se tradičně označuje film Jazzový zpěvák, který měl premiéru v roce 1927 a zaznamenal značný finanční úspěch. Většina filmu byla natočena jako němá, obsahuje pouze několik málo mluvených a zpívaných pasáží, čímž se obecně vyznačují i následující nejranější zvukové filmy. Během dekády se potom celosvětově přestalo s výrobou němých filmů jako hlavního kinematografického produktu.

## Mezititulky
Protože němé filmy neměly synchronní zvuk, kterým by se zaznamenalo mluvené slovo, funkci slovního doprovodu filmu plnily mezititulky, které byly různého druhu. Klasickými mezititulky byly ty, které obstarávaly úvod do děje, dialogy postav, či vyprávění klíčových částí příběhu. Často se také používalo diegetických nápisů a textů, například dopisů. Mezititulky měly často grafickou podobu, která vizuálně doplňovala či komentovala děj filmu.

## Hudba

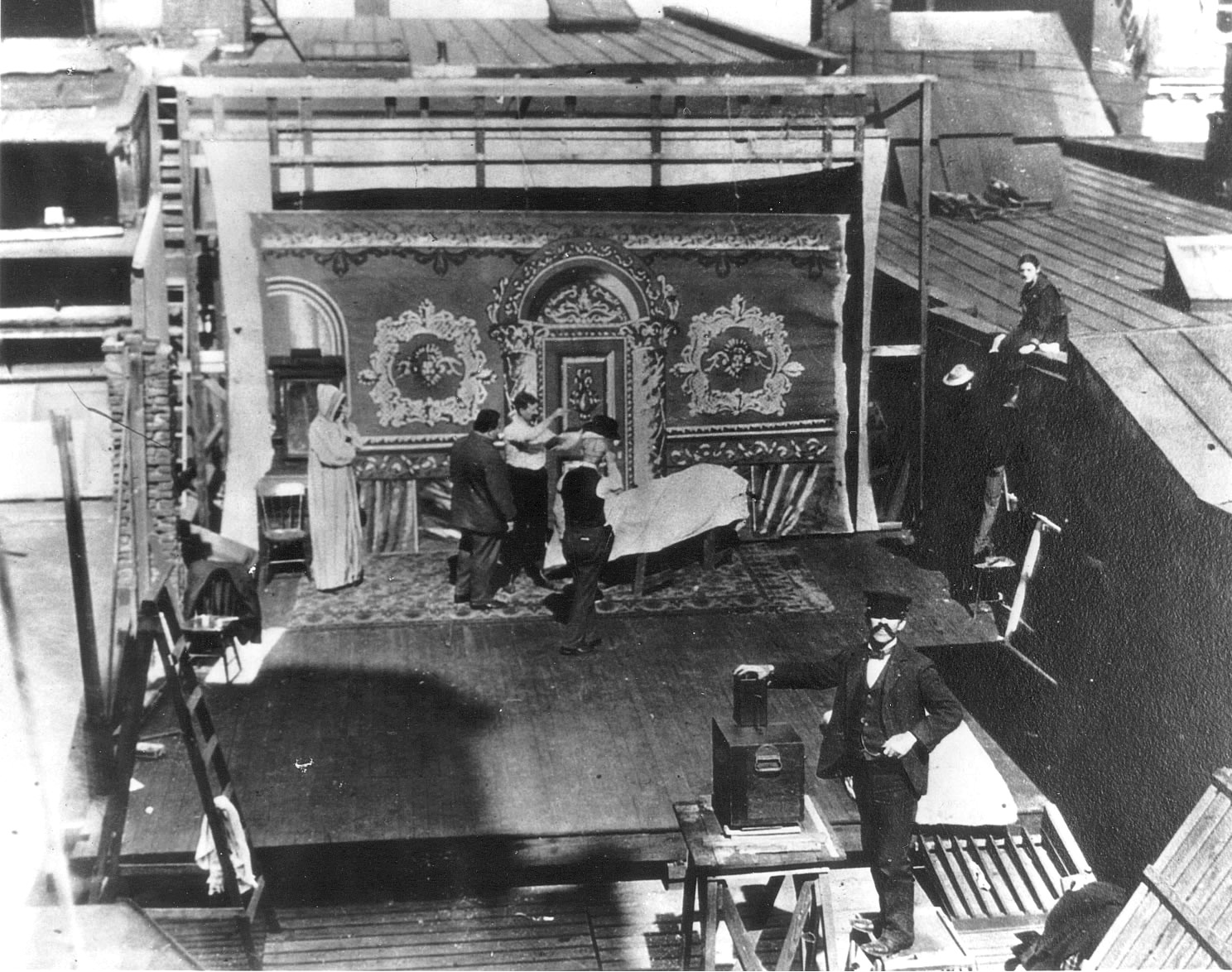
Natáčení raného němého filmu na střeše domu ve Filadelfii v roce 1899.

Němý film ve skutečnosti nebyl nikdy „němý“, jelikož promítání němých filmů téměř vždy doprovázela hudba. Hudba byla již od počátku rozpoznána jako nepostradatelná, spoluvytvářející atmosféru v sále a poskytující divákům emocionální podněty při sledování filmu. Kina v malých městech a předměstská kina měla tradičně pianistu, případně se používal k ozvučení gramofon. V polovině 10. let začala velká městská kina využívat dokonce celé orchestry s živými hudebníky.
Repertoár pro rané němé filmy byl jednak improvizovaný a jednak sestávající z klasické hudby. Když začaly být běžné dlouhé filmy, tak býval hudební doprovod určený a vybraný předem. V roce 1915 napsal skladatel Joseph Carl Breil původní hudbu k filmu D. W. Griffitha Zrození národa a následně začalo být relativně běžné, že pro ty největší filmové trháky byla doprovodná hudba originální. Nicméně originální hudba byla pro film psána již dříve, například v roce 1908 od Camille Saint-Saënsa ke klasickému filmu d´Art Zavraždění vévody Guiese, či skladatele Michaila Ippolitov-Ivanova k prvnímu ruskému filmu Stěnka Razin z téhož roku.
Během vrcholného období němé éry byl filmový průmysl největším zdrojem zaměstnanosti pro instrumentální muzikanty, hlavně pro pianisty, rozšíření zvukového filmu potom znamenalo, že mnoho těchto muzikantů přišlo o práci. Období zavádění zvuku do kinematografie se navíc časově krylo s Velkou hospodářskou krizí na počátku 30. let.
V některých zemích se přinášel zvuk do filmu i jinými způsoby než instrumentální hudbou. Rané zpívající filmy v Brazílii například využívaly zpěváky, kteří zpívali za plátnem. V Japonsku měly filmy nejen živou hudbu, ale také benši, umělecké vypravěče, kteří poskytovali komentáře k filmům, případně obstarávali dialogy postav. Benši se stali ústředním elementem japonského filmu a jejich popularita byla jednou z příčin, proč se němý film v Japonsku udržel až do 30. let.
S tím, jak se němé filmy nově restaurují a dostávají se opětovně do distribuce, tak se často i hudební doprovod vytváří nový. Přičemž existují skladatelé, kteří se specializují na psaní hudby pro němé filmy, jako jsou například Carl Davis nebo Robert Israel, stejně tak existují hudební skupiny, specializující se na ozvučování němých filmů, jsou to například Alloy Orchestra nebo Silent Orchestra.

## Herectví

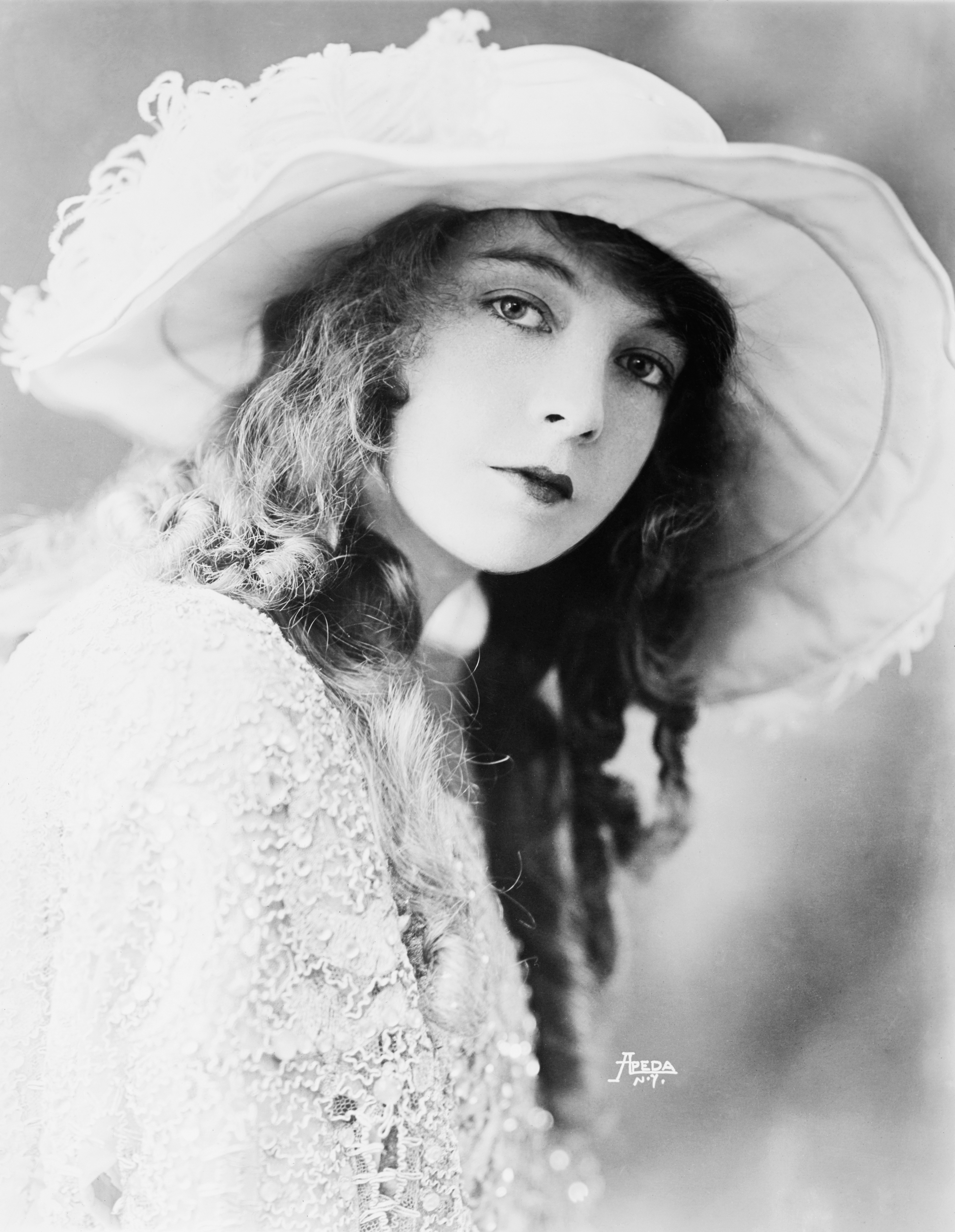
Lillian Gish byla jednou z největších hvězd němého filmu, proslavila se zejména spoluprací s režisérem D. W. Griffithem.

Specifický typ herectví v němém filmu, zvláště toho raného, kdy herci zdůrazňovali řeč těla a výrazy tváře, sloužil tomu, aby diváci lépe chápali to, co postava pociťovala či konala na plátně. V některých případech byl tento způsob herectví zvykem herců přešlých z divadla. Převládající přítomnost divadelních herců ve filmu byla mimo jiné příčinou k výroku amerického režiséra Marshalla Neilana z roku 1917: „Čím dříve herci přešlí z divadla odejdou, tím lépe pro film.“
Specifické médium filmu však začalo postupně ovlivňovat herecký styl, který se stal střídmějším a zaměřeným spíše na jemné nuance ve výrazu tváře. Herečky jako Mary Pickford či Greta Garbo ve většině svých hereckých kreací měly zdrženlivý herecký styl a více přirozené herectví.
V polovině 20. let bylo již mnoho herců adaptováno na tento umírněnější herecký styl, přesto se diváci mohli s přehnaně afektovaným a nepřirozeným herectvím setkávat dále. Avantgardní hnutí ve 20. letech často počítaly i se specifickým typem herectví. Například německý expresionismus vyžadoval přehnaný, expresionistický herecký styl hraní, jak můžeme vidět například ve filmu Metropolis z roku 1927.

## Materiál filmového pásu
Celá éra němého filmu se potýkala s prudce hořlavou nitrocelulózovou podložkou filmového pásu. Promítací stroje byly opatřeny uzavřenými bubny pro cívky filmových kopií, aby se zabránilo přístupu vzduchu a rozšíření požáru. Vzplanutí filmu v promítací kabině v té době nebylo žádnou výjimkou, zpočátku často docházelo k požárům. Voda nitrocelulózu neuhasila, u každého promítacího stroje byly umístěny nádoby s pískem, na udušení ohně. Nejrozšířenějším formátem němé éry byl klasický 35 mm film.

## Projekční rychlost
Předtím, než došlo ke standardizaci projekční rychlosti na 24 okének za sekundu (frames per second - fps) pro zvukový film mezi roky 1926 a 1930, byly němé filmy natáčeny různou rychlostí mezi 12 a 26 fps. Běžná projekční rychlost němého filmu činila potom 16 fps, která postačovala pro vyvolání iluze pohybu na plátně. Důvodem pro zvýšení projekční rychlosti v pozdních 20. letech bylo nejenom zvýšení kvality iluze pohybu, ale hlavně nutnost zvýšit rychlost posunu filmu na zvukovém snímači. Při rychlosti 16 fps nebyl dosažen požadovaný akustický kmitočet a kvalita zvuku.
Bez pečlivého promítání v jejich zamýšlené rychlosti mohou být němé filmy nepřirozeně rychlé. Nicméně, některé filmy či pouze jednotlivé scény byly záměrně natáčeny nižší rychlostí, aby při promítání byla akce rychlejší - obzvláště se tak dělo u komedií a akčních filmů. Klasickým příkladem tohoto „zrychlovacího“ jevu jsou například Chaplinovy grotesky z 10. let.

## Barva

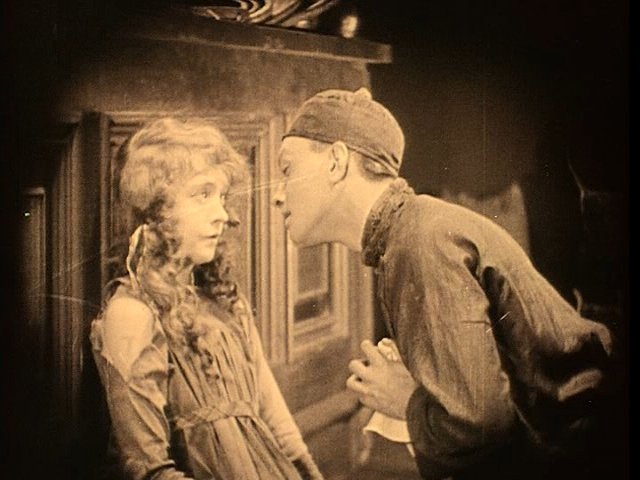
Příklad sépiového virážování ve filmu D. W. Griffitha Zlomený květ z roku 1919.

Protože natáčení přímo na barevný materiál ještě nebylo možné, filmy v němé éře byly často postprodukčně obarvovány. Zvláště v rané éře němého filmu, v období kinematografie atrakcí, byly filmy často ručně kolorovány, aby byly pro diváky atraktivnější. Pozdější dlouhometrážní filmy byly zase virážovány, čímž se zvýrazňovala určitá nálada či reprezentovala určitá část dne. Často se lze také setkat se sépiově zbarvenými němými filmy.
Uplatňování barvy v němém filmu můžeme vidět například v díle D. W. Griffitha, ten projevoval stálý zájem o systematické využití barev ve svých filmech. Například v jeho epickém snímku Zrození národa z roku 1915 použil často barev, například modrou nebo výrazně červenou, pro posílení klíčových scén, jako např. „hořící Atlanta“ nebo klimaxová jízda Ku-klux-klanu na konci filmu. Griffith později vynalezl systém obarvování, který umožňoval, aby se barevná světla blýskala v určité části obrazu, čímž posiloval barevný efekt ve svých filmech.

## Ztracené filmy
Mnoho němých filmů je nenávratně ztraceno, může za to skutečnost, že nitrátový filmový materiál, používaný v němé éře, byl velmi hořlavý a náchylný k poškození. Navíc, mnoho filmů bylo potom, co prošlo filmovou distribucí v kinech, záměrně ničeno, protože mělo velmi malou ekonomickou hodnotu, což se změnilo až s příchodem televize a domácího videa.
Odhaduje se, že okolo 75% všech němých filmů je ztraceno. Přestože většinu ztracených němých filmů již nikdo nikdy neuvidí, některé jsou v průběhu let nacházeny ve filmových archivech nebo soukromých sbírkách a následně restaurovány a znovu uváděny do distribuce, takže i současná generace filmových diváků může nově objevovat staré němé filmy.

## Výběr známých němých filmů
- Cesta na Měsíc (Le Voyage dans la Lune), 1902 – francouzský vědeckofantastický, režie Georges Méliès
- Velká železniční loupež (The Great Train Robbery), 1903 – americký western, režie Edwin S. Porter
- Upíři (Les Vampires), 1915 – francouzský thriller, režie Louis Feuillade
- Zrození národa (The Birth of a Nation), 1915 – americké historické drama, režie D. W. Griffith
- Intolerance (Intolerance), 1916 – americké historické drama, režie D. W. Griffith
- Vozka smrti (Körkarlen), 1921 – švédský horor, režie Victor Sjöström
- Tu ten kámen aneb Kterak láskou možno v mžiku vzplanout třeba k nebožtíku, 1923 – česká komedie s Vlastou Burianem, režie Karel Anton
- Michael (Mikaël), 1924 – německé filmové drama, režie Carl Theodor Dreyer
- Metropolis (Metropolis), 1927 – německý vědeckofantastický, režie Fritz Lang

## Pozdější pocty
- Disneyho animovaný film Fantazie (1940), který sestává z osmi animovaných hudebních sekvencí, lze považovat na němý film.
- Sunset Blvd. (1950) zobrazuje kontrast mezi němou a zvukovou érou kinematografie na příkladu hvězdy němých filmů Normy Desmond.
- Zpívání v dešti (1952) tematizuje klíčovou periodu, kdy se Hollywood musel vypořádávat se změnou od němého filmu ke zvukovému.
- Mel Brooks ve filmu Němý film (1976) vzdává poctu němé filmové grotesce.
- Peter Bogdanovich ve filmu Bijásek (1976) zobrazuje zmatek při natáčení němých filmů v Hollywoodu během raných 10. let.
- Film finského filmaře Aki Kaurismäkiho Juha (1999) má styl němého filmu.
- Film francouzského režiséra Michela Hazanaviciuse Umělec (2011) opět stylisticky odpovídá němému filmu.
- Martin Scorsese ve filmu Hugo a jeho velký objev (2011) vzdává poctu průkopníkovi raného němého filmu Georgesi Mélièsovi.
- Další němý film, nazvaný Silent Life (2023), je založen na životě ikony němého filmu Rudolpha Valentina.